# El Campillo (Huelva)
El Campillo er en by og kommune i det sydvestlige Spanien i provinsen Huelva. Den har et indbyggertal på 2.014 (2024) indbyggere.